# Sanguirana
Sanguirana és un gènere d'amfibis anurs de la família Ranidae.

## Distribució
El seu rang de distribució abasta les illes Filipines, Moluques, Cèlebes i el sud de la Xina.

## Taxonomia
- Sanguirana sanguinea (Boettger, 1893)
- Sanguirana varians (Boulenger, 1894)